# Pałecznica (gmina)
Pałecznica – gmina wiejska w województwie małopolskim, w powiecie proszowickim. Gmina powstała 1 kwietnia 1991 z podziału gminy Racławice-Pałecznica. Siedzibą władz gminy jest Pałecznica.
W latach 1991–1998 gmina położona była w województwie kieleckim.

## Historia
Badania archeologiczne dowodzą, że tereny gminy Pałecznica były zamieszkane już około 600 lat temu. W pierwszych przekazach historycznych pojawiła się jako Pałesnica, Pałęsnica, Pałesznica, u Jana Długosza – Palcznycza. Wieś, w powiecie miechowskim, w dokumentach z 1337 wspomniana została jako własność Mszczuja – wojewody sandomierskiego. Większość miejscowości wchodzących w skład dzisiejszej gminy ma średniowieczny rodowód. Świadczy o tym fakt, iż są one wymieniane przez Jana Długosza w dziele „Liber Beneficjorum”.
Rozwojowi osadnictwa sprzyjały dobre warunki klimatyczne i glebowe. Przez wiele wieków stanowiły one własność rodów rycerskich, a później szlacheckich. W średniowieczu przebiegał tędy szlak handlowy prowadzący z Krakowa, przez Proszowice do Wiślicy i Sandomierza. W wyniku rozbiorów teren gminy i całej ziemi proszowickiej znalazł się pod panowaniem austriackim. W latach 1809–1814 wieś wchodziła w skład Księstwa Warszawskiego, w latach 1815–1831, Królestwa Polskiego, a następnie (do 1914) znalazła się w zaborze rosyjskim. W czasie insurekcji kościuszkowskiej zatrzymał się tu wraz ze swymi oddziałami Tadeusz Kościuszko przed bitwą pod Racławicami (według szacunków niektórych historyków w insurekcji brało udział ponad 100 chłopów z rejonu Pałecznicy).
Pod koniec XIX wieku Pałecznica stała się siedzibą gminy, zachowując ten status w okresie międzywojennym. W 1975 straciła status gminy i połączona została z Racławicami, co w znacznym stopniu wpłynęło na osłabienie jej znaczenia.
Według danych z 30 czerwca 2004 gminę zamieszkiwały 3732 osoby.
25 października 2008 roku odbyło się otwarcie odcinka Małopolskiej Drogi św. Jakuba prowadzącego z Pałecznicy przez Więcławice Stare do Krakowa. Był to pierwszy odcinek tego szlaku w województwie małopolskim.
Gmina bierze udział w projekcie "Budowanie kompetencji i wymiana doświadczeń w zakresie strategii zrównoważonego rozwoju energetycznego w miastach (GREEN TWINNING), którego celem jest podnoszenie efektywności energetycznej oraz rozwój odnawialnych źródeł energii.

## Struktura powierzchni
Według danych z roku 2002 gmina Pałecznica ma obszar 47,95 km², w tym:
- użytki rolne: 93%
- użytki leśne: 6%

Gmina stanowi 11,57% powierzchni powiatu.

## Demografia

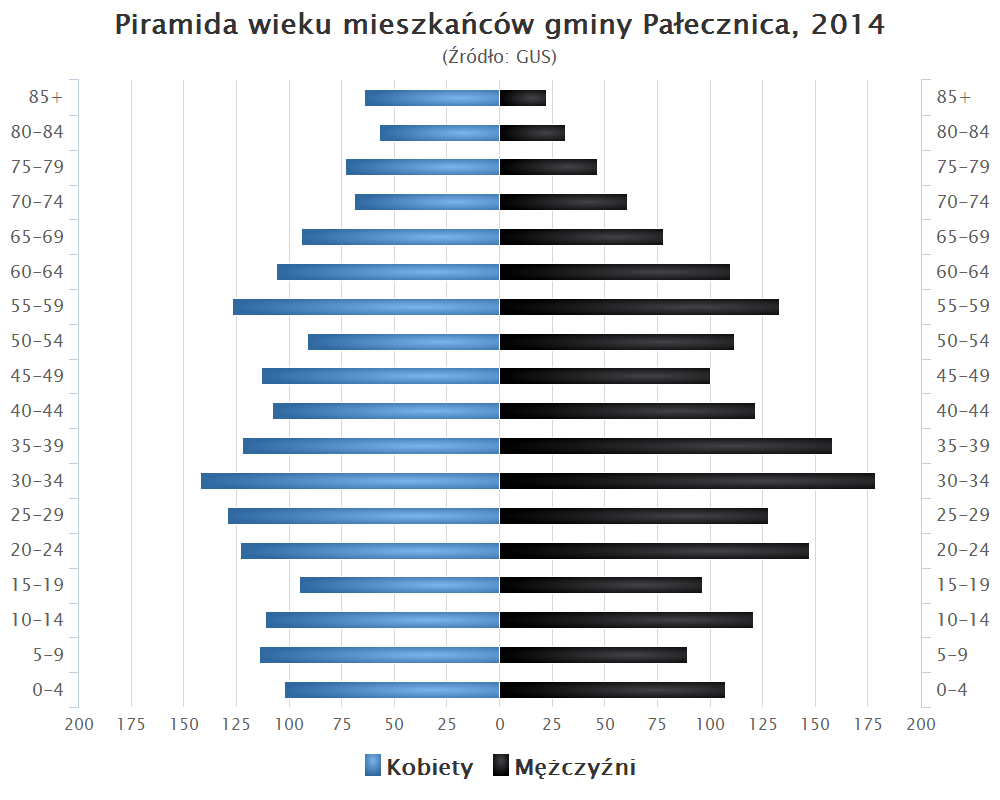
Piramida wieku mieszkańców gminy Pałecznica w 2014 roku

Dane z 30 czerwca 2004:
| Opis                              | Ogółem | Ogółem | Kobiety | Kobiety | Mężczyźni | Mężczyźni |
| --------------------------------- | ------ | ------ | ------- | ------- | --------- | --------- |
| Jednostka                         | osób   | %      | osób    | %       | osób      | %         |
| Populacja                         | 3732   | 100    | 1854    | 49,7    | 1878      | 50,3      |
| Gęstość zaludnienia [mieszk./km²] | 77,8   | 77,8   | 38,7    | 38,7    | 39,2      | 39,2      |

## Sołectwa
Bolów, Czuszów, Gruszów, Ibramowice, Lelowice-Kolonia, Łaszów, Nadzów, Niezwojowice, Pałecznica, Pamięcice, Pieczonogi, Solcza, Sudołek, Winiary.

## Zabytkowe obiekty na terenie gminy
| Obraz | Miejscowość | Nazwa                                      | Data powstania      |
| ----- | ----------- | ------------------------------------------ | ------------------- |
|       | Pałacznica  | Kościół parafialny pw. św. Jakuba Apostoła | XIV, XVII, XVIII w. |
|       | Nadzów      | Dwór wraz z parkiem                        | XIX w.              |

## Sąsiednie gminy
Kazimierza Wielka, Proszowice, Racławice, Radziemice, Skalbmierz